# Technische Einheit im Eisenbahnwesen
Die Technische Einheit im Eisenbahnwesen (TE) – auch verkürzt Technische Einheit – ist ein Staatsvertrag zwischen europäischen Staaten. Er spezifizierte erstmals einheitliche technische Mindestvoraussetzungen für den internationalen, grenzüberschreitenden Eisenbahnverkehr.
Die Bestimmungen der technischen Einheit im Eisenbahnwesen traten im Deutschen Reich zum 1. April 1887 in Kraft.

## Geschichte
Der Staatsvertrag war das Ergebnis von Verhandlungen, die in Bern zwischen 1882 und dem 16. Mai 1886 geführt wurden. An den Verhandlungen nahmen folgende Staaten teil: das Deutsche Reich, Frankreich, Italien, Österreich-Ungarn und die Schweiz. Die internationale (französische) Bezeichnung lautet: Conférence internationale pour l’unité technique des chemins de fer (UT).
Mit dem Übereinkommen vereinheitlichten die meisten kontinentaleuropäischen Länder die Bauart von Gleisen und Wagen sowie die betriebliche Behandlung von Wagen. Die beitretenden Staaten erließen dazu das Übereinkommen jeweils innerstaatlich als Gesetz. Später traten der Technischen Einheit weitere Länder bei, wie z. B. Belgien, Bulgarien, Dänemark, Griechenland, Luxemburg, Norwegen, Niederlande, Polen, Rumänien, Schweden, Tschechoslowakei, Türkei und Jugoslawien (Stand: 1938).
Die Organisationsform der TE sah kein ständiges Organ vor. Erst 1922 wurde die Union Internationale des Chemins de Fer (UIC) als Internationaler Eisenbahnverband gegründet, der seitdem als Arbeitsorgan für die TE fungiert. Der UIC gehören etwa 160 Bahnen an. Nicht alle diese Bahnen stammen aus Ländern, die an der TE beteiligt sind.
Die Neufassung aus dem Jahr 1938, die im Deutschen Reich am 30. Juni 1939 in Kraft gesetzt wurde, galt an sich noch in der Bundesrepublik Deutschland bis 1967. Ein 1960 vorgelegter Revisionstext, der nicht zuletzt technische Weiterentwicklungen berücksichtigte, wurde aus politischen Gründen zunächst nicht beschlossen, fand jedoch Einzug in die (bundes-)deutsche EBO von 1967. In der DDR galt jedoch die EBO in der Fassung von 1943 bis zur Aufhebung im Einigungsvertrag 1990, insofern gab es hinsichtlich dieser allerdings keine Änderungen, die nötigen Anpassungen wurden 
Die Technische Einheit im Eisenbahnwesen wurde mehrfach überarbeitet, die zuletzt gültige Fassung stammte aus dem Jahr 1938 (vgl. Schweizer Quelle der Weblinks). Die Schweizer Verordnung deutete einige Überarbeitungsdaten an:
- 1909 (§ 27) (Für die vor 1909 gebauten Wagen ...)
- 1915 (§ 6) (Vor dem Jahr 1915 gebaute Wagen ...)
- 1939 (§ 8) (... für die vor 1939 gebauten Wagen ...); (§ 9); (§ 12) ...

Die Regelungen der Technischen Einheit wurden in Deutschland in die Eisenbahn-Bau- und Betriebsordnung (BO) von 1904 übernommen.
Das Protokoll vom 3. Juni 1999, das z. B. in der Schweiz am 1. Juli 2006 in Kraft trat, legt fest: „Mit Inkrafttreten der vom Fachausschuss für technische Fragen gemäß Artikel 8 § 3 beschlossenen Anlagen in allen Vertragsstaaten der Fassung 1938 des Internationalen Übereinkommens über die Technische Einheit im Eisenbahnwesen, unterzeichnet zu Bern am 21. Oktober 1882, tritt das genannte Übereinkommen ausser Kraft.“ Die genannten Anlagen, die im COTIF (Übereinkommen vom 9. Mai 1980) der Zwischenstaatlichen Organisation für den internationalen Eisenbahnverkehr festgelegt sind, ersetzen nach 124 Jahren die Technische Einheit.

## Inhalte
Der Schwerpunkt der Regelungen in der TE lag bei den Bemessungen von Eisenbahnwagen, die im grenzüberschreitenden Verkehr bei verschiedenen nationalen Eisenbahnen fahren dürfen. Wesentliche Vorgaben werden vor allem für die Spurweite, Maße der Radsätze, Kupplungen, des Radstandes und anderer besonders betroffener Teile gemacht, sowie auch die Bauart und die anzubringenden Bezeichnungen festgelegt. Diese Grundlagen erstreckten sich dabei zwangsläufig auch auf die Lokomotiven.
Bis zur Fassung des Jahres 1938 wurden auch Regelungen zur Beladung der Güterwagen und Vorschriften über die Beförderung von Zollgütern und über die Einrichtung der Wagen zur Beförderung von Zollgütern erarbeitet.
Eine Regelung der TE war aufgrund des Ortes der Verhandlungen als Berner Raum bekannt geworden. Sie beschrieb den freien Raum, auf den der Rangierer zwischen den Eisenbahnfahrzeugen beim Kuppeln vertrauen kann. In der TE selbst wird er jedoch lediglich als Freier Raum zwischen den Bufferscheiben [sic] und der Kopfschwelle der Wagen (vgl. Deutsche Quelle der Weblinks, § 14) beschrieben.